# 복병항
복병항은 경상남도 남해군 삼동면 금송리에 있는 어항이다. 2002년 8월 6일 어촌정주어항으로 지정하여 관리하고 있다. 시설관리자는 남해군수이다.

## 어항 연혁
- 임진왜란때 모래로 성을 쌓아 우리수군들이 잠복하여 퇴각하는 왜적과 싸워 섬멸했다는 고사가 있어 둔촌(屯籿) 또는 복병(伏兵)이라 유래되었다.

## 어항 시설
- 선착장 L=90m, B=4.0m, 호안 L=60, B=4.0m

## 주요 어종
- 굴, 홍합, 정치망 등